# سیارک ۲۰۲۶۰۵
سیارک ۲۰۲۶۰۵ (به انگلیسی: 202605 Shenchunshan، نامگذاری:2006HY30) دویست و دو هزار و ششصد و پنجمین سیارک کشف شده‌است که در ۱۸ آوریل ۲۰۰۶ کشف شد.